# Thomas Lemar
Thomas Benoit Lemar (* 12. November 1995 in Baie-Mahault, Guadeloupe) ist ein französischer Fußballspieler. Der Mittelfeldspieler steht als Leihspieler von Atlético Madrid beim FC Girona unter Vertrag und spielt für die französische Nationalmannschaft.

## Vereinskarriere

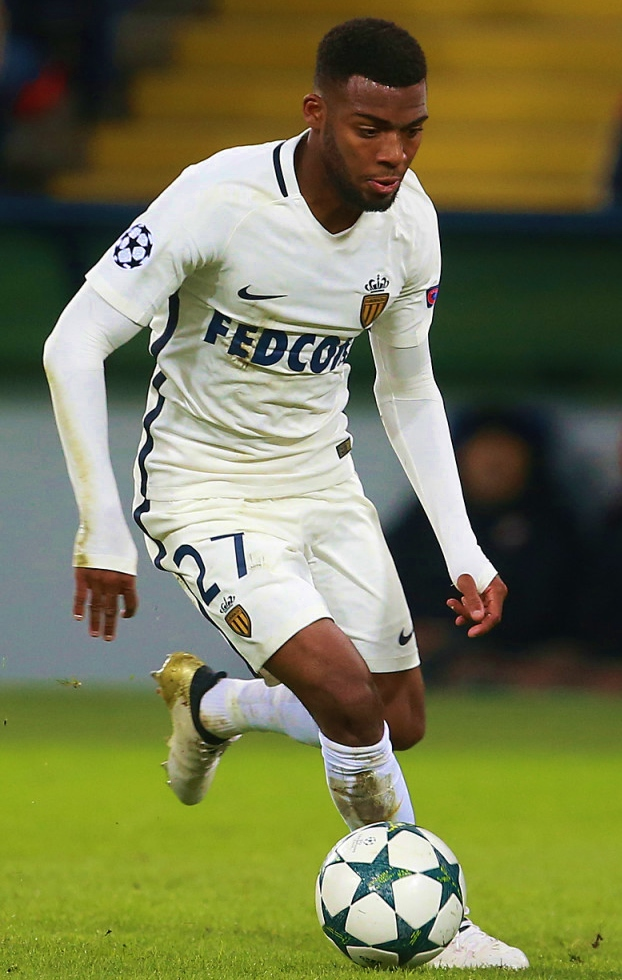
Lemar im Trikot des AS Monaco (2016)

Lemar begann das Fußballspielen bei einem lokalen Verein in Guadeloupes Hauptstadt Pointe-à-Pitre. Im Sommer 2010 lagen dem damals 14-Jährigen zwar auch Angebote der französischen Topklubs AS Saint-Étienne und Olympique Marseille vor, doch er entschied sich zugunsten von SM Caen und wechselte zu diesem Klub auf das französische Festland. Der als technisch stark geltende Jugendspieler wurde im Dezember 2011 und damit kurz nach seinem 16. Geburtstag erstmals für die zweite Mannschaft seines Klubs berücksichtigt; für das Viertligateam lief er fortan regelmäßig auf, obwohl er parallel weiterhin für die Jugend spielte.
Im März 2013 unterschrieb er einen vom Sommer desselben Jahres an gültigen Profivertrag für die Zweitligamannschaft von Caen. Als er am 2. August 2013 im Alter von 17 Jahren in der Zweitligapartie gegen den FCO Dijon in der 78. Minute eingewechselt wurde, konnte er sein Profidebüt verbuchen. In der nachfolgenden Zeit kam er zu weiteren Einsätzen im Kreis der ersten Mannschaft, wobei er meist als Joker aufgeboten wurde. Im Mai 2014 stieg er mit Caen in die oberste französische Spielklasse auf. Am 9. August desselben Jahres wurde er beim 3:0-Sieg gegen den FC Évian Thonon Gaillard in der Schlussphase eingewechselt und gab damit sein Debüt auf Erstliganiveau. In der nachfolgenden Zeit kam er regelmäßig als Einwechselspieler zum Zug und erreichte mit dem Team am Saisonende den Klassenerhalt.
Zur Saison 2015/16 wechselte Lemar zur AS Monaco. Er unterschrieb einen Fünfjahresvertrag mit einer Laufzeit bis zum 30. Juni 2020.
Zur Saison 2018/19 wechselte Lemar in die spanische Primera División zu Atlético Madrid, wo er die Rückennummer 11 erhielt. Mit Atlético konnte er 2018 den Gewinn des UEFA Super Cup und 2021 die spanische Meisterschaft feiern. Nachdem er unter anderem verletzungsbedingt seit der Saison 2023/24 nur noch 8 Liga-Einsätze verzeichnen konnte, folgte zur Saison 2025/26 eine einjährige Leihe zum Ligakonkurrenten FC Girona.

## Nationalmannschaft
Am 27. September 2011 debütierte Lemar beim 0:0 gegen die Ukraine für die französische U17-Auswahl, für die er anschließend regelmäßig auf dem Platz stand. Er nahm für Frankreich an der U17-Europameisterschaft 2012 teil, schied allerdings nach der Vorrunde aus. Danach rückte er für die Spielzeit 2012/13 in die U18-Mannschaft auf. Nach der Sommerpause 2013 folgte die Aufnahme in die U19 und im Jahr darauf schaffte er es erneut in die höhere Altersklasse.
Am 15. November 2016 debütierte Lemar beim 1:1 gegen die USA in der A-Nationalmannschaft. Für die Weltmeisterschaft 2018 in Russland wurde er in das französische Aufgebot berufen.
Bei der Europameisterschaft 2021 gelangte er mit der französischen Auswahl bis ins Achtelfinale, ehe Frankreich dort gegen die Schweiz im Elfmeterschießen ausschied.

## Erfolge und Auszeichnungen
- Verein
  - SM Caen

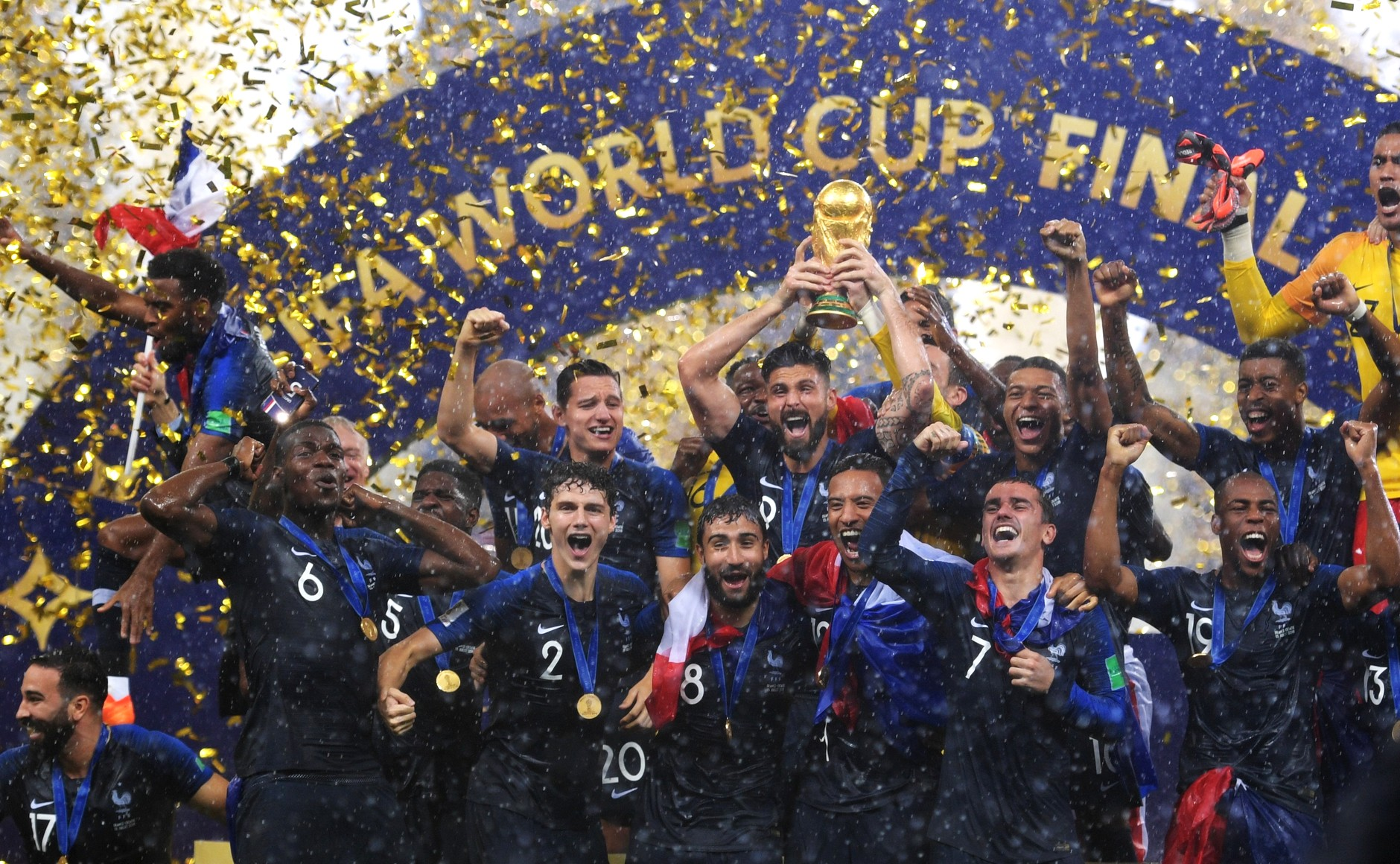
Feierlichkeit der Weltmeisterschaft 2018 mit dem FIFA-WM-Pokal.

    - Aufstieg in die Ligue 1: 2013/14

  - AS Monaco
    - Französischer Meister: 2016/17
    - Étoile-d’Or-Preis: 2016/17
    - Spieler des Monats der Ligue 1: November 2016

  - Atlético Madrid
    - UEFA-Super-Cup-Sieger: 2018
- Nationalmannschaft
  - Sieger des Turniers von Toulon: 2015
  - Weltmeister: 2018